# Coming Out (film 1989)
Coming Out – wschodnioniemiecki dramat obyczajowy z 1989 roku w reżyserii Heinera Carowa. Zdjęcia kręcono w Berlinie Wschodnim.
Jeden z ostatnich filmów wyprodukowanych przez enerdowską wytwórnię DEFA. Jego premiera przypadła na 9 listopada 1989 roku, czyli noc otwarcia muru berlińskiego. Był to zarazem jedyny film z Niemiec Wschodnich poruszający tematykę homoseksualną. 
Obraz zdobył Srebrnego Niedźwiedzia i Nagrodę Teddy na 40. MFF w Berlinie (1990).

## Fabuła
Philipp Klarmann jest młodym, ambitnym nauczycielem pracującym w szkole średniej w Berlinie Wschodnim. W pracy poznaje koleżankę Tanję, również nauczycielkę, z którą wkrótce zostają parą. Kiedy jednak przez przypadek Philipp spotyka Matthiasa, swojego dawnego chłopaka, tłumione skłonności homoseksualne wracają doń ze zdwojoną siłą. Tymczasem Tanja spodziewa się dziecka, a mężczyzna nie chce jej zawieść. Philipp miota się emocjonalnie i próbuje odepchnąć od siebie tych, których kocha, walcząc ze swoją prawdziwą tożsamością.

## Obsada
- Matthias Freihof – Philipp Klarmann
- Dagmar Manzel – Tanja
- Dirk Kummer – Matthias
- Michael Gwisdek – Achim
- Werner Dissel – stary homoseksualista
- Gudrun Ritter – pani Moellemann / kelnerka
- Walfriede Schmitt – matka Philippa
- Axel Wandtke – Jakob
- Charlotte von Mahlsdorf – barmanka
- Pierre Sanoussi-Bliss – Arab
- René Schmidt – młody mężczyzna w parku
- Thomas Gumpert – Larry
- Ursula Staack – kobieta o obfitych kształtach
- Robert Hummel – Lutz
- Horst Ziethen – chudy chłopak[4].